# The Arizona Republic
The Arizona Republic (рус. Аризона рипаблик) — ежедневная американская газета, издаваемая в Финиксе. Распространяется в Аризоне. Является крупнейшей газетой штата. С 2000 года принадлежит медиа-холдингу Gannett Company. В 2007 году по объёму тиража издание заняло десятое место среди ежедневных газет США.
Газета была основана 19 мая 1890, под названием The Arizona Republican ещё до того момента, как Аризона стала 49-м штатом США. В 1930 году название было изменено на The Arizona Republic.
В дополнение к бумажной версии доступен веб-сайт с ежедневно обновляемым контентом, который включает в себя новости, спортивные бзоры, новостные статьи об искусстве и культуре.
2 Июня 1976 году репортер Arizona Republic Дон Боллс стал жертвой взрыва заминированного автомобиля. Во время встречи с информатором, который должен был предоставить ему данные, необходимые для статей, сработало взрывное устройство. Репортёр, который занимался проблемами организованной преступности штата Аризона, скончался через одиннадцать дней после покушения.